# Isla Fergusson
Isla Fergusson (en inglés: Fergusson Island) es la isla más grande de las islas D'Entrecasteaux, en Papúa Nueva Guinea. Tiene una superficie de poco más de 500 millas cuadradas (1.437 km²), y se compone principalmente de superficies montañosas, cubiertas por selvas tropicales. Hay tres grandes volcanes en la isla.
Fergusson se encuentra a 3 km a lo largo del Estrecho de Normanby desde la Isla Dawson y a 4 km de la Isla Goodenough a lo largo del Estrecho de Moresby.
El pico más alto está a 6.801 pies (2.073 metros), cerca de Wadalei en el noreste de la isla de Fergusson, tratándose de un volcán extinto. la bahía de Seymour (Seymour Bay) está ubicada en la costa oeste, la bahía de Sebutuia (Sebutuia Bay), en el este, y la bahía de Hughes (Hughes Bay), en el norte. Los asentamientos principales, Salamo y Mapamoiwa, están en la costa sur. Algunos Depósitos de oro en Wapolu en la costa norte se explotaron brevemente en la década de 1990.
La isla fue visitada en 1873 por el capitán John Moresby, quien lo nombró así en honor a James Fergusson de Kilkerran (Gobernador de Nueva Zelanda durante 1873-1874)
El 30 de junio de 1942, durante la Segunda Guerra Mundial, una Base de la marina de Estados Unidos se estableció en la isla. Un Centro de Formación de Scouts Álamo se estableció en Kalo Kalo el 28 de noviembre de 1943.